# Omotes erosicollis
Omotes erosicollis är en skalbaggsart som beskrevs av Francis Polkinghorne Pascoe 1859. Omotes erosicollis ingår i släktet Omotes och familjen långhorningar. Inga underarter finns listade i Catalogue of Life.